# London Irish Rugby Football Club
Il London Irish Rugby Football Club è stato un club professionistico inglese di rugby a 15 con la sede a Sunbury-on-Thames nel Surrey, dove si trovavano le strutture di allenamento, giocavano le formazioni giovanili e il club manteneva i propri uffici amministrativi. La prima squadra, che disputava la Gallagher Premiership, giocava invece i propri incontri interni a Reading. Il suo campo da gioco era il Madejski Stadium di Reading, nel Berkshire, a circa 65 km a ovest dal centro di Londra.
Tale fatto ha procurato alla squadra il soprannome di Not-nots per il fatto che a dispetto del nome non gioca a Londra né negli ultimi tempi ha molti giocatori irlandesi tra le sue file.
Il London Irish è stato fondato nel 1898 da un gruppo di giovani irlandesi residenti a Londra, sulla scia di club simili già esistenti in città, come il London Welsh e il London Scottish, ma in epoca moderna impiega giocatori di ogni provenienza. I colori sociali sono il verde e il bianco. La sua mascotte rappresenta un levriero irlandese chiamato Digger. I London Irish hanno vinto il loro primo trofeo di rilievo nel 2002, quando si sono imposti nella Coppa Anglo-Gallese.

## Storia
Conosciuto anche con il soprannome di The Exiles (It. Gli esuli), il London Irish RFC è stato fondato nel 1898 da un gruppo di giovani irlandesi residenti a Londra, sulla scia di club simili già esistenti in città, come il London Welsh e il London Scottish. Durante la prima guerra mondiale e la guerra d'indipendenza irlandese il club incontrò molte difficoltà e solo con il ritorno della pace fu in grado di tesserare regolarmente giocatori provenienti direttamente dall'Irlanda.
Verso la fine degli anni venti il club poté contare sul primo nazionale irlandese cresciuto nel suo vivaio, S J 'Cags' Cagney, che tra il 1925 e il 1929 ottenne 13 caps. Il suo primo campo di gioco fisso fu The Avenue a Sunbury, inaugurato il 5 dicembre 1931 con una partita contro i London Welsh terminata in parità 8-8.
Gli anni cinquanta per i London Irish furono un periodo di alterne fortune. Nella stagione 1959-60 la squadra, che vedeva la presenza di giocatori di livello internazionale come Andy Mulligan, Sean McDermott, Mike Gibson, Tony O'Reilly e Ollie Waldron perse solo due partite in tutta la stagione regolare.
Nel passaggio tra gli anni sessanta e settanta il miglioramento del livello degli incontri affrontati richiese un cambiamento nel livello di allenamento e di gioco. Sotto la guida del tallonatore Ken Kennedy e di altri validi giocatori come Nick Hegarty, Mick Molloy e Barry Bresnihan i London Irish rimasero una formazione di livello e da non sottovalutare. Nella stagione 1976/77 la Rugby Football Union introdusse delle vere e proprie classifiche e i London Irish si classificarono primi nella divisione londinese vincendo sei incontri su sette. La squadra andò quindi in tour in Francia e nel 1977 in Sudafrica, dove diventò la prima ad affrontare formazioni razzialmente miste e composte sia da bianchi che da neri.
Gli anni ottanta non furono un periodo felice per il club. La prima squadra lottava per ottenere risultati accettabili ma gli impegni lavorativi spesso impedivano ai giocatori di allenarsi con regolarità e prendere parte alle partite. La squadra finì così per militare in divisioni inferiori. nel 1990/91 I London Irish vennero nuovamente promossi in prima divisione, schierando una squadra che aveva tra le sue file quattro nuovi nazionali irlandesi: Simon Geoghegan, Jim Staples, David Curtis e Rob Saunders, il più giovane capitano della storia del suo paese, avendo vestito la fascia a soli 22 anni.
Nei primi anni novanta lo sforzo economico necessario per competere al vertice mise in difficoltà molti club inglesi tra cui i London Irish; le perdite aumentavano e se non fosse stato per la generosità di alcuni mecenati il club a stento avrebbe potuto sopravvivere.
Le difficoltà finanziarie ebbero il proprio riflesso anche sul campo, dove i London Irish non riuscirono a conseguire risultati di rilievo nonostante l'ingaggio di una serie di allenatori di alto profilo. Nel 1999 la società si fuse con i London Scottish e con il Richmond per costituire una società più grande che potesse sostenere lo status professionistico, partecipando all'English Premiership. Nello stesso tempo venne creata anche una squadra dilettantistica, i London Irish Amateur RFC, che continuò a giocare a Sunbury.
Nel 2002 il club ha vinto il proprio primo trofeo battendo i Northampton Saints nella finale della Coppa Anglo-Gallese.
Nella stagione 2005-06 il London Irish perde la finale dell'European Challenge Cup, sconfitto dal Gloucester con un risultato di 36 a 34.

## Lo stadio
I London Irish giocano al Madejski Stadium di Reading.
Lo stadio ospita anche il club calcistico del Reading ed è stato inaugurato nell'agosto 1998. Ha una capienza massima di 24.161 spettatori con tutti posti a sedere.
La massima affluenza di pubblico si è avuta il 15 marzo 2008 per la sfida di campionato contro il London Wasps, quando allo stadio si presentarono 23.790 persone che rappresentarono anche il record assoluto per una partita di Premiership di stagione regolare, record che venne battuto nel dicembre successivo quando all'incontro tra Harlequins e Leicester Tigers disputato a Twickenham assistettero 50.000 spettatori.

## Palmarès
- Coppe Anglo-Gallesi: 1
2001-02

## Giocatori di rilievo
I seguenti giocatori hanno rappresentato la loro nazionale alla Coppa del Mondo di rugby mentre giocavano per il London Irish:
- 1991:  Rob Saunders,  David Curtis,  Simon Geoghegan,  Jim Staples
- 1995:  Gary Halpin
- 1999:  Malcolm O'Kelly,  Kieron Dawson,  Justin Bishop,  Conor O'Shea,  Julian Loveday,  Isaac Fe'aunati,  Stephen Bachop
- 2007:  Peter Richards,  Mike Catt,  Olivier Magne,  Juan Manuel Leguizamón,  Gonzalo Tiesi,  Seilala Mapusua,  Sailosi Tagicakibau
- 2011:  Alex Corbisiero,  Delon Armitage,  Shontayne Hape,  Joe Ansbro,  Jebb Sinclair,  Paulică Ion,  Ofisa Treviranus,  Sailosi Tagicakibau
- 2015:  Blair Cowan,  Sean Maitland,  Asaeli Tikoirotuma,  Ofisa Treviranus,  Halani Aulika,  Jebb Sinclair
- 2019:  Allan Dell,  Motu Matu'u,  TJ Ioane,  Steve Mafi,  Bryce Campbell,  Alivereti Veitokani.